# Santa Susana (góry)
Góry Santa Susana – niewielkie pasmo górskie w Ameryce Północnej, na obszarze Stanów Zjednoczonych w Kalifornii na północ od Los Angeles i równolegle położonych równoleżnikowo gór Santa Monica. Najwyższy szczyt – Oat Mountain (1142 m n.p.m.).